# Латинское произношение и орфография
В данной статье рассматривается классическое латинское произношение образованных людей Рима времён поздней республики (147—30/27 гг. до н. э.), а также современные варианты латинского произношения, которые различаются в разных традициях изучения языков.

## Буквы и фонемы

### Согласные
|                             |                             | Губно-губные | Губно-зубные | Зубные | Нёбные | Задненёбные   | Задненёбные | Горловые |
| простые                     | огуб- лённые                | Губно-губные | Губно-зубные | Зубные | Нёбные |               |             | Горловые |
| --------------------------- | --------------------------- | ------------ | ------------ | ------ | ------ | ------------- | ----------- | -------- |
| взрывные                    | звонкие                     | B /b/        |              | D /d/  |        | G /ɡ/         |             |          |
| взрывные                    | глухие                      | P /p/        |              | T /t/  |        | C или K /k/ 1 | QV /kʷ/     |          |
| фрикативные                 | звонкие                     |              |              | Z /z/² |        |               |             |          |
| фрикативные                 | глухие                      |              | F /f/        | S /s/  |        |               |             | H /h/    |
| носовые                     | носовые                     | M /m/        |              | N /n/  |        | G/N [ŋ]³      |             |          |
| ротические                  | ротические                  |              |              | R /r/4 |        |               |             |          |
| аппроксиманты (полугласные) | аппроксиманты (полугласные) |              |              | L /l/5 | I /j/6 |               | V /w/6      |          |

1. В ранней латыни буква K регулярно писалась перед A, но в классическое время сохранилась лишь в очень ограниченном наборе слов.
2. /z/ в классической латыни является «импортной фонемой»; буква Z использовалась в греческих заимствованиях на месте дзеты (Ζζ), которая, как предполагается, ко времени её включения в латинский алфавит обозначала звук [z]. Между гласными этот звук мог быть удвоенным, т. е. [zz]. Некоторые считают, что Z могло обозначать аффрикату /ds/.
3. Перед велярными согласными /n/ ассимилировалась по месту артикуляции в [ŋ], как в слове quinque ['kʷiŋkʷe]. Кроме того, G обозначало велярный носовой звук [ŋ] перед N (agnus: ['aŋnus]).
4. Латинское R обозначало либо альвеолярный дрожащий звук [r], как испанское RR, либо альвеолярный флэп [ɾ], подобно испанскому R не в начале слова.
5. Предполагается, что фонема /l/ имела два аллофона (примерно как в английском). Согласно Allen (Chapter 1, Section v), это был веляризованный альвеолярный боковой аппроксимант [ɫ] как в английском full в конце слова или перед другой согласной; в других случаях это был альвеолярный боковой аппроксимант [l], как в английском look.
6. V и I могли обозначать как гласные, так и полугласные фонемы (/ī/ /i/ /j/ /ū/ /u/ /w/).

PH, TH, и CH использовались в греческих заимствованиях на месте фи (Φφ /pʰ/), теты (Θθ /tʰ/) и хи (Χχ /kʰ/) соответственно. В латинском языке не было придыхательных согласных, поэтому эти диграфы чаще всего читались как P (позже F), T, и C/K (исключение составляли наиболее образованные люди, хорошо знакомые с греческим).
Буква X обозначала сочетание согласных /ks/.
Удвоенные согласные обозначались удвоенными буквами (BB /bː/, CC /kː/ и т. д.). В латыни долгота звуков имела смыслоразличительное значение, например anus /ˈanus/ (старуха) или ānus /ˈaːnus/ (кольцо, анус) или annus /ˈanːus/ (год). В ранней латыни двойные согласные писались как одинарные; во II веке до н. э. их начали обозначать в книгах (но не в надписях) с помощью серповидного диакритического знака, известного как sicilicus («серпик»), который выглядел как обращённая С (Ɔ). Позже стали писать привычные нам двойные согласные.
(1) Фонема /j/ встречается в начале слов перед гласной или в середине слов между гласными; во втором случае она удваивается в произношении (но не на письме): iūs /juːs/, cuius /ˈkujjus/. Поскольку такой удвоенный согласный делает предшествующий слог долгим, то в словарях предшествующая гласная отмечается макроном как долгая, хотя в действительности эта гласная обычно краткая. Слова с приставками и составные слова сохраняют /j/ в начале второго элемента слова: adiectīuum /adjekˈtiːwum/.
(2) По всей видимости, к концу классического периода /m/ в конце слов произносилось слабо, либо глухо, либо лишь в виде назализации и удлинения предшествующего гласного. Например, decem («10») должно было произноситься [ˈdekẽː]. В поддержку этой гипотезы указывают не только ритмы латинской поэзии, но и тот факт, что во всех романских языках конечное M было потеряно. Для упрощения, а также ввиду неполной доказанности этой гипотезы, M обычно считается всегда изображающей фонему /m/.

### Гласные
|                  | передний ряд | передний ряд | средний ряд | средний ряд | задний ряд | задний ряд |
| долгие           | краткие      | долгие       | краткие     | долгие      | краткие    |            |
| ---------------- | ------------ | ------------ | ----------- | ----------- | ---------- | ---------- |
| высокого подъёма | I /iː/       | I /ɪ/        |             |             | V /uː/     | V /ʊ/      |
| среднего подъёма | E /eː/       | E /ɛ/        |             |             | O /oː/     | O /ɔ/      |
| низкого подъёма  |              |              | A /aː/      | A /a/       |            |            |

- Каждая гласная буква (возможно, за исключением Y) обозначает по меньшей мере две разные фонемы: долгий и краткий гласный. A может обозначать либо краткое /a/, либо долгое /aː/; E может обозначать либо /ɛ/, либо /eː/ и т. д.

- Y использовалась в греческих заимствованиях на месте буквы ипсилон (Υυ /ʏ/). В латыни изначально не было огублённых гласных переднего ряда, поэтому если римлянин не умел произносить этот греческий звук, то он читал ипсилон как /ʊ/ (в архаичной латыни) или как /ɪ/ (в классической и поздней латыни).

- AE, OE, AV, EI, EV были дифтонгами: AE = /ae̯/, OE = /ɔe̯/, AV = /aʊ/, EI = /eɪ/ и EV = /ɛʊ/. AE и OE в архаичной латыни были дифтонгами /aɪ/ и /ɔɪ/ соответственно, в послереспубликанский период стали монофтонгами /ɛː/ и /eː/ соответственно.

### Другие замечания по орфографии
- Буквы C и K обе обозначают /k/. В архаических надписях C обычно используется перед I и E, в то время как K используется перед A. Однако в классическое время использование K было ограничено очень небольшим списком исконно латинских слов; в греческих заимствованиях каппа (Κκ) всегда передаётся буквой C.  Буква Q позволяет различать минимальные пары с /k/ и /kʷ/, например cui /kui̯/ и qui /kʷiː/.

- В ранней латыни C обозначало две разные фонемы: /k/ и /g/. Позже была введена отдельная буква G, однако написание C сохранилось в сокращениях ряда древнеримских имён, например Gāius (Гай) сокращённо писалось C., а Gnaeus (Гней) как Cn.

- Полугласный /j/ регулярно удваивался между гласными, но это не показывалось на письме. Перед гласным I полугласный I не писался вообще, например /ˈrejjikit/ ‘бросил назад’ чаще писалось reicit, а не reiicit.

### Долгота гласных и согласных
В латинском языке долгота гласных и согласных имела смыслоразличительное значение. Долгота согласных обозначалась их удвоением, однако долгие и краткие гласные в стандартном письме не различались.
Всё же были попытки ввести различение и для гласных. Иногда долгие гласные обозначались удвоенными буквами (эту систему связывают с древнеримским поэтом Акцием (Accius)); существовал также способ помечать долгие гласные с помощью «апекса» — диакритического значка, похожего на акут (буква I в этом случае просто увеличивалась в высоту).
В современных изданиях при необходимости обозначить долготу гласных над долгими гласными ставят макрон (ā, ē, ī, ō, ū), а над краткими — бреве (ă, ĕ, ĭ, ŏ, ŭ).

## Слоги и ударение
В латинском языке слоги могли быть долгими и краткими; это не то же самое, что различение долгих и кратких гласных. Долгий слог либо включает долгий гласный или дифтонг, либо кончается на согласный (т. е. является закрытым); краткий слог включает краткий гласный и кончается им (т. е. является открытым).
Если между двумя гласными находится одиночный согласный или сочетание qu, то они начинают слог и, таким образом, предшествующий слог является открытым. Если между гласными находятся два и более согласных, то последний из согласных отходит к следующему слогу, а остальные к предыдущему, который таким образом становится закрытым. Исключением являются сочетания смычных согласных b, p, d, t, g, c с плавными r, l (типа tr), которые целиком отходят к следующему слогу.
В двусложных словах ударение всегда приходится на первый слог. В словах с тремя и более слогами ударение приходится на предпоследний слог, если он долгий, и на третий с конца, если предпоследний слог краткий.

## Элизия
Если одно слово кончается на гласный (включая назализованный гласный, представляемый сочетанием гласный+M), а следующее слово начинается на гласный, то первый гласный регулярно опускался (по крайней мере, в стихах). Возможно, что /i/ и /u/ в этом случае произносились как полугласные.
Элизия также существовала и в древнегреческом языке, но там на месте выпавшего гласного писали апостроф. В латинском языке элизия никак не отражается на письме, но её можно установить на основании ритмики стихов.
Пример элизии (опускания звуков) приведен ниже в разделе «Примеры».

## Современная латынь

### Орфография
В настоящее время в латинских изданиях распространены три системы использования букв I/J и U/V:
1. Последовательное различение гласных и полугласных: Ii и Uu для гласных [i], [u], Jj и Vv для полугласных [j], [w].
2. Обозначение гласных и полугласных одними и теми же буквами: Ii для [i] и [j], Vu для [u] и [w]. (Обратите внимание, что V здесь является прописным вариантом для u)
3. «Промежуточный вариант»: [i] и [j] обозначаются одной и той же буквой Ii, но [u] и [w] обозначаются разными буквами — Uu и Vv. Эта система принята в латинской Википедии.

Следует заметить, что при различении U/V после Q, S и NG пишется только U, но никогда V (это правило принято в латинской Википедии).
Диграфы АЕ и OE в одних изданиях пишутся в виде пары отдельных букв, в других в виде лигатур Ææ и Œœ. В латинской Википедии принято писать диграфы в виде пар отдельных букв.
Долгота гласных обычно указывается только в учебной литературе. В древних надписях иногда долготу обозначали циркумфлексом, если это было существенно для смысла (например, Româ [ˈroːmaː] «из Рима» (аблатив) в отличие от Roma [ˈroːma] «Рим» (именительный падеж).
В богослужебных книгах Римской Католической Церкви над ударными гласными ставят акут, чтобы обеспечить правильное чтение.

### Произношение
При произнесении латинских слов носители современных языков обычно не стараются произносить их так, как это делали древние римляне. Возникло множество систем латинского произношения — по меньшей мере по одной в каждом из современных языков, носители которых изучают латынь. В большинстве случаев латинское произношение адаптируется к фонетике родного языка.
Конечно, использование слов, заимствованных из латыни, в современных европейских языках и изучение латинского языка как такового — разные ситуации. Во втором случае преподаватели и студенты пытаются приблизить своё произношение к первоначальному. Так, при изучении латинского языка англоговорящими опора часто делается на звуки современных романских языков — прямых потомков латыни. Учителя, использующие этот подход, основываются на предположении, что из современных языков звучание гласных в романских языках наиболее близко к исходному, латинскому.
Тем не менее, в других языках, включая романские, разработаны оригинальные интерпретации латинской фонетической системы, основанные и на произношении заимствованных слов, и на практике обучения латыни. Но ни в германо-, ни в романоговорящих странах преподаватели не обращают внимание учеников на то, что они говорят на латыни не совсем так, как говорили древние римляне.

#### Итальянская традиция
В течение долгого времени итальянизированное латинское произношение остаётся той «латынью», к которой привыкло большинство европейцев. Это произношение, называемое «римским» (или «романским») либо «церковным», было обычным латинским произношением в Риме начиная с середины XVI века, а с конца XVIII века — и в Италии в целом. В латинском произношении итальянцы используют местные фонетические образцы и обычно переносят произношение современного итальянского языка на латинский. Ниже приведены основные отличия итальянизированного латинского произношения от классического:
- Утеряна долгота гласных: гласные произносятся как долгие под ударением и в открытых слогах, в остальных как краткие
- C обозначает [tʃ] (как русское Ч) перед AE, OE, E, I и Y, если перед C не стоит S или X, которые дают в сочетании звук [sʃ]. Например: centum («сто») произносится как [tʃentum] в отличие от классического [kentum]; Osci («оски») произносится как [osʃi] в отличие от классического [oski].
- диграфы AE и OE обозначают [e]. Например: aequare («уравнивать») произносится как [ekware] в отличие от классического [aikware]
- G обозначают [dʒ] (как английское «j») перед AE, OE, E, I и Y. Например: gens («род») произносится как [dʒens] в отличие от классического [gens]
- H не читается, за исключением двух слов, где оно произносится как [k]: mihi и nihil
- S между гласными обозначает звонкий звук [z]. Например: nasus («нос») произносится как [nazus] в отличие от классического [nasus]
- T перед I + гласная и не после S, T, X обозначает аффрикату [ts] (или [tsj]). Например, comitium («комиций») произносится как [komitsium] в отличие от классического [komitium];
- V обозначает гласный /u/, полугласный /w/ превращается в /v/, кроме позиций после G, Q и S;
- TH обозначает /t/;
- PH обозначает /f/;
- CH обозначает /k/;
- Y обозначает /i/ или /j/;
- GN обозначает мягкий [нь] /ɲ/ (как во фр. слове cognac (конья́к) или ит. слове cognata (коня́та — невестка, золовка, свояченица));
- X обозначает [ks], а сочетание XC читается /ksʃ/, как в excelsis — [eksʃelsis] или [ekstʃelsis].

Итальянское произношение сильно повлияло на латинское произношение среди английских католиков после временного восстановления римской католической иерархии в Великобритании. Кроме того, в XIX веке в связи с реформой Григорианского песнопения монахами Солемского аббатства этот тип произношения был стандартизован и получил широкое распространение по всей Европе и за пределами Италии. Сейчас это наиболее обычное произношение и самое употребимое в церковном пении. Один из последних примеров его употребления — фильм «Страсти Христовы», поставленный на арамейском языке и церковной латыни, что критиковалось как совершенный анахронизм. Однако некоторые современные исполнители пытаются воспроизводить подлинное латинское произношение как можно точнее.

#### Немецкая традиция
- C обозначает [ts] (русское Ц) перед AE, OE, E, I и Y
- диграфы AE и OE читаются как долгие ä и ö
- G всегда читается [g] (русское Г)
- S между гласными обозначает звонкий звук [z]
- T перед I + гласная и не после S, T, X обозначает аффрикату [ts] (русское Ц)
- TH обозначает /t/ (русское Т)
- PH обозначает /f/ (русское Ф)
- CH обозначает /x/ (русское Х)
- Y обозначает /y/
- X обозначает /ks/ (русское КС)

В России традиционно используется чтение, приближённое к немецкому.

#### Английская традиция
В английском языке многие слова латинского происхождения полностью ассимилировались к английской фонетической системе, и носители языка не осознают их как заимствованные (например, cranium, saliva и мн. др.). В других словах латинское происхождение заметнее, что отражается в написании, например, в сохранении диграфов ae и oe (иногда — æ и œ), которые произносятся как /iː/. В оксфордской традиции ae произносится как /eɪ/, например, в слове formulae, а в некоторых словах ae соответствует звуку /aɪ/, например, в curriculum vitae.

## Поздняя латынь и романские языки
Латынь нельзя считать полностью мёртвым языком: известно, что на протяжении нескольких веков как до, так и после падения Западной Римской империи народные говоры на основе латыни эволюционировали, изменялись и в итоге дали начало целой группе языков-потомков — романским языкам. Крах Западной Римской империи и связанный с ним политический хаос и культурно-экономический упадок, охвативший бо́льшую часть территории римской ойкумены, привели к тому, что сильно обедневшие жители латиноязычных общин в течение жизни одного-двух поколений почти полностью утратили экономические и культурные связи за пределами ближайшей округи и почти перестали передвигаться по континенту. Соответственно, средний носитель пророманского языка не нуждался более во взаимопонимании с отдаленными соседями, а будучи ещё и неграмотным, не мог соотносить собственную речь с высокими образцами недавнего прошлого. Учитывая также, что письменная латынь уже в римскую эпоху заметно отличалась от разговорной (т. н. вульгарной латыни) в грамматическом, синтаксическом и лексическом отношении, результатом стало то, что уже 200—300 лет спустя латиноязычные церковные молитвы стали нуждаться в переводе на тот или иной народный говор.
Характерные особенности народной латыни и романских языков:
- Потеря звука /h/ и конечного /m/.
- Произношение /ai/ и /oi/ как /e/.
- Различия в долготе гласных заменяются на различия по ряду и соответственно происходит слияние и разделение некоторых гласных фонем. В большинстве романских языков краткий /u/ соединился с долгим /oː/, а краткий /i/ с долгим /eː/.
- Утрата греческих звуков (которые в действительности никогда и не были частью фонетической системы латинского языка).
- Палатализация /k/ перед /e/ и /i/, возможно, первый переходил в /kj/, затем в /tj/, а затем в /tsj/, после чего в итоге превращался в /ts/ в заимствованиях в немецком, в /tʃ/ в флорентийском диалекте, в /θ/ или /s/ в испанском (в зависимости от диалекта) и в /s/ во французском, португальском и каталонском. Во французском (парижский диалект) происходила вторая палатализация /k/ в /ʃ/ (ch во французском) перед исконной латинской гласной /a/[1].
- Палатализация /g/ перед /e/ и /i/, а также переход /j/ в /dʒ/. Во французском (парижский диалект) происходила вторая палатализация /g/ перед исконной латинской гласной /a/[1].
- Палатализация /ti/, за которым следует гласная (если перед ним нет s, t, x) в /tsj/.
- Замена /w/ (кроме тех случаев, когда следует за /k/) и иногда /b/ на /β/, а затем на /v/ (в испанском [β] стал аллофоном /b/).

## Примеры
Ниже приведены примеры стихотворных латинских текстов, в них более ярко, по сравнению с прозой, проявляются характерные фонетические особенности.

### Классическая латынь
Энеида Вергилия, книга 1, строки 1—4. Квантитативный метр. Перевод С. Ошерова:
Битвы и мужа пою, кто в Италию первым из Трои —
Роком ведомый беглец — к берегам приплыл Лавинийским.
Долго его по морям и далеким землям бросала
Воля богов, злопамятный гнев жестокой Юноны.
1. Древнеримская орфография
arma·virvmqve·cano·troiae·qvi·primvs·aboris
italiam·fato·profvgvs·laviniaqve·venit
litora·mvltvm·ille·et·terris·iactatvs·et·alto
vi·svpervm·saevae·memorem·ivnonis·obiram
2. Традиционная британская орфография XIX века
Arma virumque cano, Trojæ qui primus ab oris
Italiam, fato profugus, Laviniaque venit
Litora; multum ille et terris jactatus et alto
Vi superum, sævæ memorem Junonis ob iram.
3. Современная орфография с обозначением долготы гласных (как в Oxford Latin Dictionary)
Arma uirumque canō, Trōiae quī prīmus ab ōrīs
Ītaliam fātō profugus, Lāuīniaque uēnit
lītora, multum ille et terrīs iactātus et altō
uī superum, saeuae memorem Iūnōnis ob īram.
4. Академическое произношение
[ˈarma viˈrumkʷe ˈkano ˈtrojje kʷi ˈprimus ab ˈoris
iˈtaliam ˈfato ˈprofugus, laˈviniakʷe ˈvenit
ˈlitora ˈmultum ˈille et ˈterris jakˈtatus et ˈalto
vi ˈsuperum ˈseve ˈmemorem juˈnonis ob ˈiram]
5. Древнеримское произношение
[ˈarma wiˈrumkʷe ˈkanoː ˈtrojjai kʷiː ˈpriːmus ab ˈoːriːs
iːˈtaliãː ˈfaːtoː ˈprofugus, laːˈwiːniakʷe ˈweːnit
ˈliːtora mult ill et ˈterriːs jakˈtaːtus et ˈaltoː
wiː ˈsuperũː ˈsaiwai ˈmemorẽː juːˈnoːnis ob ˈiːrãː]
Обратите внимание на элизию в словах mult(um) и ill(e) в 3-й строчке.

### Средневековая латынь
Ниже приведено начало «Pange Lingua» Фомы Аквинского (XIII век), демонстрирующее рифмованный акцентуационный ритм средневековой латыни.
| Перевод на русский язык (перевод практически дословный)                                                                             | Традиционная орфография, как в римско-католических молитвенниках                                                                     | Транскрипция академического произношения (немецкая традиция)                                                                                                | Транскрипция «итальянизированного» церковного произношения |
| --- | --- | --- | --- |
| Воспевай, язык [мой], Тайну славного тела И драгоценной крови, Которую пролил во спасение мира Плод пречистого чрева, Царь народов. | Pange lingua gloriósi Córporis mystérium, Sanguinísque pretiósi, quem in mundi prétium fructus ventris generósi Rex effúdit géntium. | [ˈpange ˈliŋgwa gloriˈoːzi ˈkorporis misˈteːrium saŋgwiˈniskʷe pretsiˈoːzi kʷem in ˈmundi ˈpreːtsium ˈfruktus ˈventris geneˈroːzi reks efˈfuːdit ˈgentsium] | [ˈpandʒe ˈliŋgwa gloriˈoːzi ˈkorporis misˈteːrium saŋgwiˈniskʷe pretsiˈoːzi kʷem in ˈmundi ˈpreːtsium ˈfruktus ˈventris dʒeneˈroːzi reks efˈfuːdit ˈdʒentsium] |